# Чотири темпераменти
Чотири темпераменти (нім. Die vier Temperamente) — балет на одну дію 5 частин німецького композитора Пауля Гіндеміта. Вперше поставлений 20 листопада 1946 в Нью-Йорку, хореографія — Джордж Баланчин.
Назва чотири темпераменти походить з античної концепції, що поділяє людей на чотири основні типи відповідно до темпераменту. Кожна варіація балету відповідає певному типу темпераменту, рухи танцівників зображають одні й ті самі емоції, але щоразу в різний спосіб. Сюжетна лінія балету відсутня.